# Yuki Shōji
Yuki Shōji (庄司 夕起, Shōji Yuki) est une ancienne joueuse de volley-ball japonaise née le 19 novembre 1981 à Akabira (Hokkaidō). Elle mesure 1,82 m et jouait au poste de centrale. Elle a totalisė 57 sélections en équipe du Japon.

## Clubs
| Club                       | De        | À         |
| -------------------------- | --------- | --------- |
| Pioneer Red Wings          | 2000-2001 | 2008-2009 |
| Ageo Medics                | 2009-2010 | 2012-2013 |
| 1. VC Wiesbaden            | 2013-2014 | 2013-2014 |
| Toyota Auto Body Queenseis | 2014-2015 | 2014-2015 |

## Palmarès
- V Première Ligue (2)
  - Vainqueur : 2004, 2006.
  - Finaliste : 2005.
- Tournoi de Kurowashiki (2)
  - Vainqueur : 2003, 2005.
  - Finaliste : 2015.
- Coupe du Japon
  - Finaliste : 2008.